# 何も言えなくて… -THE BEST OF JAYWALK-
『何も言えなくて… -THE BEST OF JAYWALK-』（なにもいえなくて… ザ・ベスト・オブ・ジェイウォーク）は、JAYWALKの6枚目のベスト・アルバム。1995年7月5日にmeldacから発売された。

## 概要
前作『A DOZEN OF GAMES』から4ヶ月ぶりに発売されたベスト・アルバム。1990年12月発表のアルバム『DOWN TOWN STORIES』以降に発表された楽曲を中心に収録。

## 再発売
2020年11月25日に高音質のUHQCD使用で再発売され、徳間ジャパンのYouTubeでは本作のダイジェスト動画が配信されている。

## 収録曲
（全作詞：知久光康、全編曲：JAYWALK）
1. 何も言えなくて…夏 -Single Version-
作曲：中村耕一
19枚目のシングル。
シングル・バージョンはアルバム初収録。
2. 雨にも風にも -CM Version-
作曲：中村耕一
29枚目のシングル。
3. 遠すぎる日々
作曲：杉田裕
23枚目のシングル。
4. Thousand miles
作曲：杉田裕
アルバム『DOWN TOWN STORIES』収録曲。
5. その胸のヒーロー
作曲：中村耕一
27枚目のシングル。
6. 風に向かって、歩きたい
作曲：杉田裕
アルバム『13歳 -THIRTEEN YEARS OLD-』収録曲。
7. RELAX
作曲：中村耕一
25枚目のシングル。
8. 優しくHOLD ME TIGHT
作曲：知久光康
アルバム『心の鐘を叩いてくれ -KNOCK THE BELLS OF MY HEART-』収録曲。
9. どんなに時が流れたあとも -New Version-
作曲：中村耕一
シングル「言えなかった言葉を君に」のカップリング曲。
10. 夢は風のように
作曲：杉田裕
18枚目のシングル。
11. 君にいて欲しい
作曲：中村耕一
24枚目のシングル。
12. JUST BECAUSE -Last Version-
作曲：杉田裕
11枚目のシングル。
13. 悲しいくらい脆くて長い橋
作曲：知久光康
アルバム『Start From The Beginning』収録曲。
14. 心の鐘を叩いてくれ
作曲：杉田裕
アルバム『心の鐘を叩いてくれ -KNOCK THE BELLS OF MY HEART-』収録曲。
15. 誰よりも優しくて -New Version-
作曲：杉田裕
31枚目のシングル。